# خورطیف‌نگار

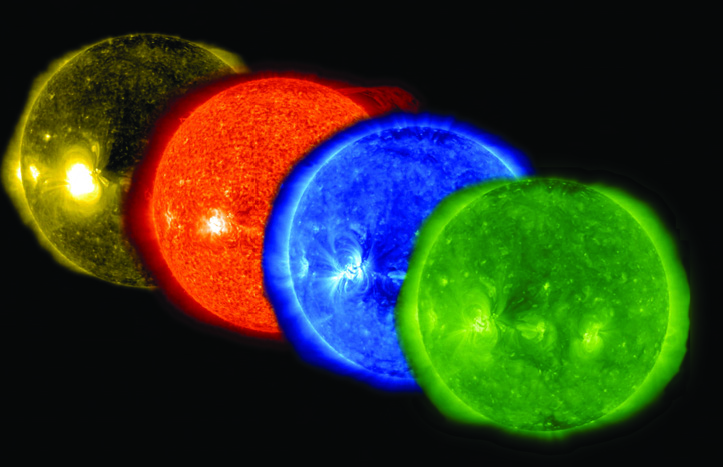
نمایی از دیسک خورشیدی در چهار طول موج مختلف از تابش فرابنفش که توسط طیف‌نگار مجمع تصویربرداری اتمسفر در رصدخانه پویایی‌شناسی خورشید، مشاهده‌شد. از چپ به راست، طول موج‌های تصویرشده ۱۷۱، ۳۰۴، ۳۳۵ و ۹۴Å هستند. رنگ‌ها کاذب‌اند و در پس پردازش، اضافه می‌گردند.

خورطیف‌نگار دستگاهی است که ستاره‌شناسان به‌وسیله آن بسیاری از داده‌های مربوط به خورشید و جو آن را به‌دست می‌آورند. به‌وسیله این دستگاه می‌توان به آسانی توزیع عناصر را بر سطحی از قرص خورشید که رو به زمین است به‌دست آورد از جمله توزیع هیدروژن، اکسیژن و کلسیم.
با خورطیف‌نگار هم می‌توان مکان عناصر بر رویه خورشید و هم سرشت حرکت آنها را به‌دست آورد برای نمونه خورطیف‌نگاشت‌هایی که از نواحی لکه‌ای خورشید تهیه شده نشانگر حرکت گردابی گاز هیدروژن در آن نواحی است.
این دستگاه از افزودن یک شکاف اضافی به نام شکاف طیف به یک طیف‌نگار معمولی درست می‌شود. شکاف طیف با حذف همه طول موج‌ها بجز طول موج مطلوب (مثلاً طول موج هیدروژن) به مشخص شدن داده‌های مربوط به عنصر مطلوب کمک می‌کند.